# 6-й стрелковый корпус (3-го формирования)
6-й стрелковый корпус (6-й ск) — общевойсковое оперативно-тактическое соединение (стрелковый корпус) РККА СССР во время и после Великой Отечественной войны.

## История
Корпус формировался на Волховском фронте с 19.05.1943 года до 15.07.1943 года в составе 8-й армии в деревне Барабаново Мгинского района Ленинградской области 
(Приказ войскам 6 стрелкового корпуса № 002 15 июля 1943 г. "1.Согласно приказа №0017 от 4.7.43 г. войскам 8-й Армии с сего числа считать сформированным 6-й стрелковый корпус. В состав 6-го стрелкового корпуса входит 286 сд, 265 сд и 1 О с.бр. Командир корпуса Генерал- Майор Микульский. Начальник штаба полковник Торжков") .
В действующей армии со времени формирования по 09.05.1945 года.

## 1943 год
С момента формирования держал оборону на реке Волхов, принимал участие в боях по прорыву к  Любани  в августе-сентябре 1943 года, боях под Карбуселью.
В октябре - декабре 1943 года в состав 6 корпуса входили  65 Краснознаменной дивизия (65-я стрелковая дивизия), 239-я стрелковая дивизия, 310-я стрелковая дивизия.  Дивизии  корпуса  участвовали  в проводимых локальных наступательных операциях,  в том числе наступление на Киришском выступе за расширение плацдарма на реке  Волхов (Киришский плацдарм), вели огневой бой с противником, разведку боем.
Проводилась учёба  частей перед предстоящим наступлением: «Подготовка войск проводилась в лесисто - болотистой местности на удалении 3-4 клм от переднего края, а в некоторых случаях войска 239 и 310 сд обучались под воздействием огня артиллерии противника, что до некоторой степени усложняло обучение войск. Обучение и тренировка войск проводилась на учебных полях,  построенных по принципу обороны противника». Учёба командного состава проводилась  с темами «Прорыв укрепленной оборонительной полосы противника», «Наступление в лесисто – болотистой местности» и др..

## 1944 год
Новгородско-Лужская наступательная операция
В январе 1944 года 6 стрелковый корпус (командир корпуса генерал - майор  Микульский, Семён Петрович ) принял участие в наступательной операции Красной Армии  (Ленинградско-Новгородская операция), проводимой с целью разгрома противника под Ленинградом и Новгородом и ликвидации угрозы восстановления блокады Ленинграда.
Частью этой операции была Новгородско-Лужская наступательная операция войск Волховского фронта (Волховский фронт), Командующий фронтом Мерецков, Кирилл Афанасьевич
.

Узел обороны немцев Подберезье (Новгород), 1944 г. Страница документа Волховского фронта «Альбом фотографий районов Новгорода и Чудово»

Элементы линии обороны немцев в районе Подберезье, Новгород, 1944 г. Страница документа Волховского фронта «Альбом фотографий районов Новгорода и Чудово»

Основной удар Волховского фронта наносился войсками 59-й армии (59-я армия (СССР), командующий  Коровников, Иван Терентьевич)  силами  6 стрелкового корпуса    в составе 3 х дивизий – 239-я стрелковая дивизия, 310-я стрелковая дивизия и Краснознаменная 65-я стрелковая дивизия с частями усиления: 16 и 29 танковые бригады ,  32 и 35 тяжелые танковые полки   прорыва, 1433 и 1536 самоходные артиллерийские полки , 2 –я артиллерийская  дивизия, 2  дивизиона  артиллерии большой мощности Резерва Главного Командования, минометные полки  и минометные бригады, 28 гвардейский минометный полк (реактивная артиллерия), рота ФОГ"ов (фугасных минометов) и другие части.
Главный удар наносился   с плацдарма  на левом берегу реки  Волхов, в обход Новгорода с севера, частью сил — через озеро Ильмень  на Люболяды.
Линия обороны противника достигала в глубину до 40 км с тремя значительно укрепленными рубежами, с самым мощным узлом сопротивления в первой оборонительной полосе немцев с севера - Подберезье
14 января 1944 года войска  6 стрелкового корпуса в составе 59 армии  начали  наступление с целью уничтожения главного узла обороны в районе станции Подберезье, 15 км от Новгорода, завершившееся 17.01 44 года прорывом обороны, уничтожением крупного узла обороны, окружением и разгромом основной части войск противника, оборонявших этот узел.

С захватом … Подберезенского узла сопротивления подступы к Новгороду с севера были  открыты… Следовательно, бои 16 января предопределили судьбу Новгорода.
После взятия Подберезья в ночь на 20.1.1944 года  части корпуса  перерезали пути отхода Новгородской группировки немецких войск,  чем способствовали освобождению 20.1.1944 года города Новгород.

Новгородской операции предшествовала весьма невыгодная оперативная обстановка, в которой оказались войска 6 ск. Отсутствие дорог в полосе действий корпуса и незамерзший грунт, леса и болота в  значительной мере усложняли действия танков и артиллерии. С развитием успеха танки и артиллерия в основном действовали без дорог, по лесам и болотам, чем... замедляли темп наступления. Несмотря на все трудности, войска 6 стрелкового корпуса, имея хорошую боевую выучку и натренированность ведения боя  в лесисто - болотистой местности, поставленную задачу выполнили..
В Приказе Верховного Главнокомандующего 20 января 1944 года [№ 61] Генералу армии Мерецкову  в честь взятия Новгорода в числе других отмечены  войска  генерал-майора Микульского.  65 Краснознаменная стрелковая дивизия и 310 стрелковая дивизия из состава 6 стрелкового корпуса получили наименования  Новгородские.
В Подберезье в честь начала 14 января 1944 года наступления 59 армии ВолхФ по освобождению Новгорода и области, установлен на постаменте танк Т-34 
Корпус продолжил наступление  в направлении города Луга, совместно с  другими частями освободив только с 9 по 12.2.1944 года более 50 населенных пунктов,  в ночь  с 12 на 13.2.44 г. противник был сломлен и войска  Волховского и  Ленинградского  фронтов соединились в г. Луга.
Бои на реке Нарва 
с 16 февраля по 1 марта корпус  участвовал в боях в составе Ленинградского фронта в районе Псковско – Островского укрепленного района противника.
В марте – апреле 1944 года 6 стрелковый корпус,  в состав которого входили  80-я стрелковая дивизия, 125-я стрелковая дивизия, 374-я стрелковая дивизия,  участвовал в боях за расширение и удержание стратегически важного плацдарма на западном берегу реки Нарва  (Нарва (река))  в полосе немецкой оборонительной линии «Пантера» ( части линии Пантера – Вотан -  Восточный вал) .
К 26 марта 44 г. на западном берегу реки Нарва в результате наступлений армий Ленинградского фронта был захвачен плацдарм, состоящий из двух вытянутых в длину участков, занимавшимися корпусами 59 и 8 армий, в немецких документах West sack (западный мешок),  в наших документах Соокюльский  выступ и Ost sack (восточный мешок), где держали оборону 6 ск и 117 ск 59 а.
Для ликвидации плацдармов немцы собрали группу, состоящую из частей  6-и пехотных, 1-й моторизованной дивизии и 502 -го батальона танков «Тигр».
Первый немецкий удар был нанесен 23 -26 марта 44 г. против  западной части плацдарма. При поддержке массированного авиаудара и артиллерии выступ был разрезан на две части. Удар завершился успехом немцев, 72 сд попала в окружение, но вышла со стрелковым оружием, приведя в негодность подрывами  всю артиллерию и СУ-76.  Плацдарм  не был уничтожен.
Второе наступление противник предпринял 6.4.44 г. силами до 5 пехотных дивизий и до 90 танков против восточной части плацдарма, где держали оборону 6 ск и 117 ск.  В результате трехдневных ожесточенных боев противнику удалось срезать выступ оборонительных позиций армии площадью 6.5 кв.км., но ликвидировать плацдарм  не удалось. За три дня боёв потери сторон были значительными.. С использованием немецких фотографий, сделанных на Нарвском плацдарме в марте - апреле 1944 года (из архива NARA), издан фотоальбом  Panzerkampfgruppe Strachwitz. A Photographic Study of the Battles for the "Ostsack" and "Westsack" Narva 1944 (название танковой группы по фамилии командующего этой ударной группой полковника Штрахвица).
9.4.44г. 6 ск и 117 ск  59 армии вошли в состав 8-й армии (командующий армией  генерал-лейтенант  Стариков, Филипп Никанорович, начальник штаба полковник Головчинер, Борис Михайлович).
С 19 по 23 апреля 1944 года 6 стрелковый корпус принял участие в успешной оборонительной операции 8- й армии по отражению третьей  попытки уничтожить Нарвский плацдарм. За 10 суток была проведена огромная работа, весь участок обороны был разбит на противотанковые районы, для каждого танка сделан капонир с отдельным укрытием для ГСМ и боекомплекта. Мост через р. Нарву был построен ниже уровня воды, мощная авиаподдержка и действия немецкой артиллерии его разрушить не смогли.
На подготовленных  рубежах войска 8-й армии отразили за это время до 17 атак, проводимых при поддержке до 100 танков, нанеся врагу большие потери. Противник потерял до 20 000 в живой силе. Было подбито и сожжено 70 танков, в т.ч. танков «Тигр» и уничтожено много другой боевой техники. В первый день немецкого наступления главный удар был нанесен по позициям 374 стрелковой дивизии корпуса, во второй день наступления по позициям 125-й стрелковой дивизии 6 стрелкового корпуса. Наиболее успешную контратаку провела 80 стрелковая дивизия корпуса.
В результате безуспешных попыток наступления и понеся  большие потери,  23 апреля противник перешёл к обороне. Цели предпринятых наступлений достигнуты не были, плацдарм ликвидировать не удалось.  
23.4.1944 года командир 125 стрелковой дивизии  генерал – майор Фадеев И.И. был назначен командиром  6 стрелкового корпуса.
До мая 1944 года корпус занимал прежние позиции, 17.5.44 г. 6 ск выведен в армейский резерв.
 Выборгская наступательная операция 
16 июня 1944 года корпус был передан в подчинение 23-й армии (командующий генерал-лейтенант Черепанов ,  с 2.7.44 г.  генерал-лейтенант Щвецов) Ленинградского фронта , участвовавшей в эти дни в Выборгской наступательной операции (Выборгская операция).  Управление 6 ск было передислоцировано из района реки Нарва на Карельский перешеек и уже 17.6.1944 года вступило в командование 13-й и 382-й стрелковыми дивизиями  .
6-й стрелковый корпус принял участие в этой операции, наступая на правом крыле войск фронта.  За умелое руководство войсками корпуса на этом этапе Выборгской операции командир 6 стрелкового корпуса генерал И. И. Фадеев был награждён орденом Кутузова 2 степени.
Во время продолжения Выборгской наступательной операции 6-й стрелковый корпус принимал участие в боях в межозерном  дефиле, в сражении на реке Вуоксе (называемое так же Бои за Вуосалми) в июне—июле 1944 года   (в советских фронтовых  документах   использовалось  название реки  Вуокси,  как было принято в  это время).
Наступление проходило в  особых  условия местности Карельского  перешейка:  неразвитая дорожная сеть,   многочисленные болота и  озёра с узкими проходами между ними,  большое количество природных  валунов,  использовавшихся как  огневые точки,  не поддающиеся  огню артиллерии.  Бои  часто  стали сравнимы c боями в городских застройках.
Дивизии корпуса  с 20.6. по 28.6.44 года вели затяжные бои на правом берегу  Вуоксы в районах Муола,  озера  Носкуон – Селькя,  Хейниоки,  Люккюля , Нятяля.   Финский III армейский  корпус,  противостоявший  23 армии,  получил  подкрепления  и соотношение сил изменилось,  переданные Германией в середине июня  1944 г. фаустпатроны  сделали  уязвимой в ближнем  бою  любую советскую бронетехнику.  ВВС финнов были усилены  переправленной  на Карельский перешеек  немецкой авиагруппой,  активно действовавшей на Вуоксинском  направлении. Только вес сброшенных немецкими самолётами авиабомб составлял более 60 % от всех сброшенных на войска 23-й армии в этот период.  Неоднократные попытки  сбить противника  с предмостного укрепления на реке Вуоксе  до  начала июля 44 г. успеха не имели, финны упорно обороняли занятые рубежи.

Финская оборонительная позиция, защищённая огромными валунами.Район озера Носкуонселька, июнь 1944 г. Фотография из архива Сил обороны Финляндии (SA-Kuva)

28.6.44 года  «Начальник штаба Ленинградского фронта Генерал- полковник Попов с командующим 23 армией Генерал - лейтенантом Черепановым произвели разбор действий 6 ск за период  25-27.6.44 года, вскрыты причины неудачных атак: подступы к переднему краю противника открыты.  Огневые точки оборудованы под громадными валунами, артиллерия не знала переднего края противника и вела огонь по предполагаемой траншее, вследствие чего огневая система противника не была нарушена… и  открывала огонь по нашим боевым порядкам, атакующие подвергались сильному огневому воздействию, несли большие потери и успеха не имели» .
К 8.7. 44 г. войска 23 армии очистили  от  противника правый берег реки Вуокса, к  12.7.44 года захватили плацдарм на её левом берегу.
13.7.1944 г. Военным Советом Ленинградского фронта командованию  23 армии передана Директива 76/оп, в которой предписывалось переправить на  плацдарм на левом берегу  реки Вуокси  6-й стрелковый корпус, ввести его в бой,  с утра  15.7 1944 г. начать наступление с целью выйти на рубеж Вуоксен — Вирта (северная старая основная  протока реки  Вуокса)   с последующим развитием удара с овладением рубежа  Райсяля,  Инкиля,   Антреа .
13 - 14 7.1944 года части  6 стрелкового  корпуса   переправились на плацдарм.  15.7.1944 года в Боевом распоряжении № 0076  штаба 6 стрелкового корпуса  в соответствии с  Решением  командующего 23 А на развитие прорыва оборонительной полосы противника  на левом берегу р. Вуокси  предписано войскам  13-й и 327-й  стрелковых дивизий  c  частями усиления  перейти в наступление в течение ночи на 16.7.1944 года в направлении  р. Мюллю-Оя - Кайвула .  15.7.1944 года в 23 часа Командованию 23 армии поступает директива Военного Совета Ленинградского фронта 81/оп прервать наступательные операции с 24.00. 15.7.1944 года и временно перейти к жесткой обороне .
115-й стрелковый корпус  23 армии выводился с плацдарма, на плацдарме  продолжали боевые действия  13, 327 и 382 сд   6 ск.  Противник  силами 2-й пехотной дивизии, 3 отдельного добровольческого батальона,  25 отдельного  батальона  и спецподразделениями,  57 пехотным полком  15  пд,  двумя самокатными батальонами танковой дивизии Лагуса при поддержке авиации и артгруппировки  в составе до 25 артиллерийских и  9 миномётных батарей     пытался сбросить советские части с плацдарма, непрерывно атакуя,  бои  носили  ожесточённый  характер.  За ночь 17.7. 44 г. на позиции 382 сд было проведено до 11 атак,   потери  только  327 дивизии  в боях на плацдарме с  15.7. по  19.7 1944 года  256 человек убитыми, 1331 ранеными .  Потери только  2-й  пехотной дивизии финнов  за период  боёв  с 10.7 44 г. по 18.7.44 г. составили  1188 убитыми, 4582 ранеными, 994 пропавшими без вести .
Активные боевые действия противником проводились до 18.7.1944 г.  18.7.44 г.  противник пытался вклиниться в оборону 6 ск силами до 3-х рот,  с 19.7.1944 года в документах частей армии отмечены артиллерийские обстрелы и действия мелких  разведгрупп  финнов,  24.7.44 г. отмечено снижение огневой активности противника.
6 ск и другие части 23-й армии  отстояли плацдарм.

Захват плацдарма на левом берегу р. Вуокси имеет крупное оперативное значение, так как… открывает большие возможности по разгрому левого крыла финской армии на Карперешейке, опирающегося на укрепленную линию Маннергейма (Журнал боевых действий Ленинградского фронта за июль 1944 г.)
Позиционные бои на плацдарме, в которых принимал участие 6-й стрелковый корпус,  продолжались.

Советский плацдарм на левом берегу реки Вуоксы. Фотография с финской передовой линии 28.07.1944 г. Фотография из архива Сил обороны Финляндии (SA-Kuva)

В документах 23-й армии в этот период отмечены потери наших частей убитыми и ранеными.
Кроме огневого контакта с противником, артиллерийских обстрелов позиций противника - до 1300 снарядов  и 3000 мин в день,  отражения действий разведгрупп противника, действий своих разведпартий,  в  Журнале боевых действий 23-й армии в этот период  отмечены ежедневные выходы за передний край снайперов  -  до 35 человек от каждой дивизии 6 -го  стрелкового корпуса.
433-я отдельная армейская авиационная эскадрилья связи самолетами ПО-2 в ночное время проводила регулярные бомбардировки опорных пунктов артиллерии противника и сброс листовок .
Позиционные бои продолжались до окончания боевых действий с Финляндией 5.9.1944 года.
После подписания Московского перемирия 19 сентября 1944 года 6-й стрелковый корпус выполнял задачу по охране государственной границы с Финляндией.
В декабре 1944 г. генерал- майора Фадеева,  командовавшего корпусом с апреля 1944 года, сменил генерал – майор   И.Д. Романцов,  который оставался в этой должности до 1946 г.

## 1945 год
С 22.12 1944 года 6 стрелковый корпус  передан в состав 8-й армии  для обороны южного побережья Финского залива в границах  река Нарва - река Ягала -  Виртсу (Виртсу (посёлок)).
В феврале 1945 г. части 6 ск передислоцированы в район г. Таллин и несли службу охраны  северо- западного побережья Эстонской ССР, южного побережья Финского залива, восточного побережья Балтийского моря,  боевого охранения и патрулирования в местах дислокации,  с готовностью нанесения контрударов в направлении Нарва, Таллин, Пярну.
С 16.4.1945 года корпус  передан в резерв Ленинградского фронта и передислоцируется в новый район сосредоточения в окрестностях города Салантай во время подготовки Ленинградского фронта к проведению  операции по уничтожению Курляндского котла (Курляндский котёл)  ,  которая, в связи с окончанием Великой Отечественной войны, не была проведена.
В сентябре 1945 года начинается вывод частей корпуса к новому месту дислокации.

## Послевоенный период
После войны корпус был передан в состав Северо-Кавказского военного округа. Штаб корпуса дислоцировался в Сталинграде. Состав корпуса неоднократно менялся. С 20 июня 1957 года корпус именовался 6-м армейским корпусом. В 1957—1960 годах в корпус входили 68-я мотострелковая дивизия и 117-я мотострелковая дивизия. Расформирован в июне 1960 года.

## Боевой состав и подчинение
| Дата       | Фронт               | Армия      | В составе (стрелковые части)                                                         | Другие части, в том числе приданные                                                                                              | Примечания |
| ---------- | ------------------- | ---------- | ------------------------------------------------------------------------------------ | --- | ---------- |
| 01.07.1943 | Волховский фронт    | 8-я армия  | 265-я стрелковая дивизия, 286-я стрелковая дивизия, 1-я отдельная стрелковая бригада | |            |
| 01.08.1943 | Волховский фронт    | 8-я армия  | 364-я стрелковая дивизия, 1 -я отдельная стрелковая бригада                          | |            |
| 01.09.1943 | Волховский фронт    | 8-я армия  | 311-я стрелковая дивизия                                                             | 23-й отдельный батальон связи 2811-я военная почтовая станция 361-я полевая авторемонтная база                                   | -          |
| 01.10.1943 | Волховский фронт    | 59-я армия | 239-я стрелковая дивизия 256-я стрелковая дивизия 310-я стрелковая дивизия           | 23-й отдельный батальон связи 888-й отдельный сапёрный батальон 2811-я военная почтовая станция 361-я полевая авторемонтная база | -          |
| 01.11.1943 | Волховский фронт    | 59-я армия | 239-я стрелковая дивизия 310-я стрелковая дивизия                                    | 23-й отдельный батальон связи 888-й отдельный сапёрный батальон 2811-я военная почтовая станция 361-я полевая авторемонтная база | -          |
| 01.12.1943 | Волховский фронт    | 59-я армия | 65-я стрелковая дивизия 239-я стрелковая дивизия 310-я стрелковая дивизия            | 23-й отдельный батальон связи 888-й отдельный сапёрный батальон 2811-я военная почтовая станция 361-я полевая авторемонтная база | -          |
| 01.01.1944 | Волховский фронт    | 59-я армия | 65-я стрелковая дивизия 239-я стрелковая дивизия 310-я стрелковая дивизия            | 23-й отдельный батальон связи 888-й отдельный сапёрный батальон 2811-я военная почтовая станция 361-я полевая авторемонтная база | -          |
| 01.02.1944 | Волховский фронт    | 59-я армия | 65-я стрелковая дивизия 239-я стрелковая дивизия 286-я стрелковая дивизия            | 23-й отдельный батальон связи 888-й отдельный сапёрный батальон 2811-я военная почтовая станция 361-я полевая авторемонтная база | -          |
| 01.03.1944 | Ленинградский фронт | 8-я армия  | 256-я стрелковая дивизия 286-я стрелковая дивизия 372-я стрелковая дивизия           | 23-й отдельный батальон связи 888-й отдельный сапёрный батальон 2811-я военная почтовая станция 361-я полевая авторемонтная база | -          |
| 01.04.1944 | Ленинградский фронт | 59-я армия | 80-я стрелковая дивизия 256-я стрелковая дивизия 374-я стрелковая дивизия            | 23-й отдельный батальон связи 888-й отдельный сапёрный батальон 2811-я военная почтовая станция 361-я полевая авторемонтная база | -          |
| 01.05.1944 | Ленинградский фронт | 59-я армия | 80-я стрелковая дивизия 125-я стрелковая дивизия 374-я стрелковая дивизия            | 23-й отдельный батальон связи 888-й отдельный сапёрный батальон 2811-я военная почтовая станция 361-я полевая авторемонтная база | -          |
| 01.06.1944 | Ленинградский фронт | 59-я армия | 80-я стрелковая дивизия 125-я стрелковая дивизия 374-я стрелковая дивизия            | 23-й отдельный батальон связи 888-й отдельный сапёрный батальон 2811-я военная почтовая станция 361-я полевая авторемонтная база | -          |
| 01.07.1944 | Ленинградский фронт | 23-я армия | 13-я стрелковая дивизия 177-я стрелковая дивизия 382-я стрелковая дивизия            | 23-й отдельный батальон связи 888-й отдельный сапёрный батальон 2811-я военная почтовая станция 361-я полевая авторемонтная база | -          |
| 01.08.1944 | Ленинградский фронт | 23-я армия | 13-я стрелковая дивизия 327-я стрелковая дивизия 382-я стрелковая дивизия            | 23-й отдельный батальон связи 888-й отдельный сапёрный батальон 2811-я военная почтовая станция 361-я полевая авторемонтная база | -          |
| 01.09.1944 | Ленинградский фронт | 23-я армия | 13-я стрелковая дивизия 327-я стрелковая дивизия 382-я стрелковая дивизия            | 23-й отдельный батальон связи 888-й отдельный сапёрный батальон 2811-я военная почтовая станция 361-я полевая авторемонтная база | -          |
| 01.10.1944 | Ленинградский фронт | 23-я армия | 13-я стрелковая дивизия 327-я стрелковая дивизия 382-я стрелковая дивизия            | 23-й отдельный батальон связи 888-й отдельный сапёрный батальон 2811-я военная почтовая станция 361-я полевая авторемонтная база | -          |
| 01.11.1944 | Ленинградский фронт | 23-я армия | 327-я стрелковая дивизия 382-я стрелковая дивизия                                    | 23-й отдельный батальон связи 888-й отдельный сапёрный батальон 2811-я военная почтовая станция 361-я полевая авторемонтная база | -          |
| 01.12.1944 | Ленинградский фронт | 23-я армия | 10-я стрелковая дивизия 224-я стрелковая дивизия 382-я стрелковая дивизия            | 23-й отдельный батальон связи 888-й отдельный сапёрный батальон 2811-я военная почтовая станция 361-я полевая авторемонтная база | -          |
| 01.01.1945 | Ленинградский фронт | -          | 10-я стрелковая дивизия 327-я стрелковая дивизия 382-я стрелковая дивизия            | 23-й отдельный батальон связи 888-й отдельный сапёрный батальон 2811-я военная почтовая станция 361-я полевая авторемонтная база | -          |
| 01.02.1945 | Ленинградский фронт | 8-я армия  | 10-я стрелковая дивизия 327-я стрелковая дивизия 382-я стрелковая дивизия            | 23-й отдельный батальон связи 888-й отдельный сапёрный батальон 2811-я военная почтовая станция 361-я полевая авторемонтная база | -          |
| 01.03.1945 | Ленинградский фронт | 8-я армия  | 10-я стрелковая дивизия 327-я стрелковая дивизия 382-я стрелковая дивизия            | 23-й отдельный батальон связи 888-й отдельный сапёрный батальон 2811-я военная почтовая станция 361-я полевая авторемонтная база | -          |
| 01.04.1945 | Ленинградский фронт | 8-я армия  | 10-я стрелковая дивизия 327-я стрелковая дивизия 382-я стрелковая дивизия            | 23-й отдельный батальон связи 888-й отдельный сапёрный батальон 2811-я военная почтовая станция 361-я полевая авторемонтная база | -          |
| 01.05.1945 | Ленинградский фронт | 8-я армия  | 10-я стрелковая дивизия 327-я стрелковая дивизия                                     | 23-й отдельный батальон связи 888-й отдельный сапёрный батальон 2811-я военная почтовая станция 361-я полевая авторемонтная база | -          |

## Командование

### Командиры
- генерал-майор Микульский, Семён Петрович (19 июня 1943 — апрель 1944)
- полковник Кастов, Александр Матвеевич (20 — 23 апреля 1944)
- генерал-майор Фадеев, Иван Иванович (23 апреля — 3 декабря 1944)
- полковник Кастов, Александр Матвеевич (3 — 23 декабря 1944)
- генерал-майор Романцов, Иван Данилович (декабрь 1944 — февраль 1946)
- генерал-лейтенант Поленов, Виталий Сергеевич (февраль 1946 — 1947)
- генерал-лейтенант Нечаев, Александр Николаевич (апрель 1947 — июнь 1948)
- генерал-лейтенант Шеменков, Афанасий Дмитриевич (июнь 1948 — апрель 1949)
- генерал-майор Латышев, Георгий Александрович (апрель 1949 — март 1950)
- генерал-лейтенант Абрамов, Константин Кирикович (март 1950 — апрель 1952)
- генерал-майор, с мая 1954 генерал-лейтенант Павловский, Иван Григорьевич (сентябрь 1952 — июль 1955)
- генерал-майор Андрющенко, Сергей Александрович (август 1957 — февраль 1959)
- генерал-майор танковых войск Куркоткин, Семён Константинович (февраль 1959 — июнь 1960)

### Начальники штаба
- полковник Торжков Владимир Александрович [25] - с момента формирования корпуса – март 1944 года
- полковник Кастов, Александр Матвеевич март 1944 года – декабрь 1944 года и с 20 декабря 1944 года до сентября 1945 года.
- И.о. начальника штаба полковник Токарский Алексей Константинович[26] -  декабрь 1944 г.
- генерал-майор Тарасов, Сергей Михайлович (сентябрь 1949 — июнь 1950)
- гвардии генерал-майор Шацков, Андрей Георгиевич (июнь 1950 — ноябрь 1952)

## Соединения, удостоенныеПочётных наименованийза успешные боевые действия в составе 6 стрелкового корпуса
| Наименование части, соединения          | За что представлена                        | Дата награждения и приказ | Награда, звание                     |
| --------------------------------------- | ------------------------------------------ | --- | ----------------------------------- |
| 65-я стрелковая Краснознаменная дивизия | В ознаменование овладения городом Новгород | Приказ Верховного Главнокомандующего № 09 21 января 1944 г. О присвоении наименований частям Красной Армии, отличившимся за освобождение города Новгород | Присвоено наименование Новгородская |
| 310-я стрелковая дивизия                | В ознаменование овладения городом Новгород | Приказ Верховного Главнокомандующего № 09 21 января 1944 г. О присвоении наименований частям Красной Армии, отличившимся за освобождение г. Новгород     | Присвоено наименование Новгородская |

## Памятники и мемориалы

Памятник воинам 23-й армии Ленинградского фронта

- На памятнике  воинам 23 армии Ленинградского фронта, участвовавшим в боях в июле 1944 года на реке Вуокса,  установленном  около посёлка   Барышево  Выборгского района Ленинградской области на высоте 44.5., за которую  шли бои,  есть мемориальная  плита, посвящённая  6 стрелковому корпусу и дивизиям,  входившим в его состав.